# 350
350 (CCCL) je bilo navadno leto, ki se je po julijanskem koledarju začelo na ponedeljek.

## Dogodki
- 1. januar

## Rojstva
- - Teodor iz Mopsuestije, škof, okoli 350

## Smrti
- - Papos, grški matematik, geometer, filozof (približni datum) (* okoli 290)